# Spilosoma neglecta
Spilosoma neglecta là một loài bướm đêm thuộc phân họ Arctiinae, họ Erebidae.